# Miridius quadrivirgatus
Miridius quadrivirgatus is een wants uit de familie van de blindwantsen (Miridae). De soort werd het eerst wetenschappelijk beschreven door Achille Costa in 1853.

## Uiterlijk
De langwerpig ovaal gevormde blindwants heeft als volwassen die altijd volledige vleugels en kan 9 tot 10 mm lang worden. De lange, geel bruin of roodbruin gestreepte wants kan soms wat groener en soms wat bruiner gekleurd zijn. Zowel de kop, het halsschild als het scutellum en de voorvleugels zijn donkergeel met roodbruine lijnen over de lengte. Het doorzichtige deel van de vleugels is lichtgeel in het midden en roodbruin aan de zijkant. De lange okergele pootjes hebben roodbruine lengtestrepen op de achterdijen. De lange, eveneens okergele antennes hebben de roodbruine strepen over de lengte van het eerste segment.

## Leefwijze
De wants overwintert als eitje en kent een enkele generatie die van juli tot augustus volwassen is. Ze leven dan in droge gebieden op hoge grassen zoals glanshaver (Arrhenatherum elatius), kruipertje (Hordeum murinum) en kortsteel (Brachypodium).

## Leefgebied
De wantsen worden in Nederland alleen in Zeeland en Zuid-Limburg gevonden en zijn hier zeer zeldzaam. Het leefgebied is Palearctisch, van Europa tot Noord-Afrika en het Midden-Oosten in Azië.